# تصفيات أمريكا الشمالية لكأس العالم 2006 - الدور الثاني
في الدور الثاني لعب 24 منتخب مباريات ذهاب وإياب لتحديد المنتخبات الـ12 التي سوف تتأهل إلى الدور الثالث.

## ملخص
| الفريق الأول          | إجم.    | الفريق الثاني           | مباراة الذهاب | مباراة الإياب |
| --------------------- | ------- | ----------------------- | ------------- | ------------- |
| الولايات المتحدة      | 6–2     | غرينادا                 | 3–0           | 3–2           |
| السلفادور             | 4–3     | برمودا                  | 2–1           | 2–2           |
| هايتي                 | 1–4     | جامايكا                 | 1–1           | 0–3           |
| بنما                  | 7–0     | سانت لوسيا              | 4–0           | 3–0           |
| كوبا                  | 3–3 (a) | كوستاريكا               | 2–2           | 1–1           |
| سورينام               | 2–4     | غواتيمالا               | 1–1           | 1–3           |
| جزر الأنتيل الهولندية | 1–6     | هندوراس                 | 1–2           | 0–4           |
| كندا                  | 8–0     | بليز                    | 4–0           | 4–0           |
| دومينيكا              | 0–18    | المكسيك                 | 0–10          | 0–8           |
| باربادوس              | 2–5     | سانت كيتس ونيفيس        | 0–2           | 2–3           |
| جمهورية الدومينيكان   | 0–6     | ترينيداد وتوباغو        | 0–2           | 0–4           |
| نيكاراغوا             | 3–6     | سانت فينسنت والغرينادين | 2–2           | 1–4           |

## المباريات
| الولايات المتحدة                       | 3 - 0   | غرينادا |
| -------------------------------------- | ------- | ------- |
| داماركوس بيزلي 45' 71' · غريغ فاني 90' | التقرير |         |

| غرينادا                                        | 2 - 3   | الولايات المتحدة                                      |
| ---------------------------------------------- | ------- | ----------------------------------------------------- |
| جيسون روبرتس 12' (ركلة جزاء) · ريكي تشارلز 77' | التقرير | لاندون دونوفان 6' · جوش وولف 19' · داماركوس بيزلي 76' |

فاز منتخب الولايات المتحدة 6-2 في مجموع المباراتين وتأهل إلى الدور الثالث.
| السلفادور                                | 2 - 1   | برمودا             |
| ---------------------------------------- | ------- | ------------------ |
| خوسيه مارتينيز 14' · فيكتور فيلاسكيز 54' | التقرير | جون باري نوسوم 30' |

| برمودا                                           | 2 - 2   | السلفادور                           |
| ------------------------------------------------ | ------- | ----------------------------------- |
| شانون بورغيس 4' (ركلة جزاء) · جون باري نوسوم 20' | التقرير | ألفريدو باتشيكو 20' 41' (ركلة جزاء) |

فاز منتخب السلفادور 4-3 في مجموع المباراتين وتأهل إلى الدور الثالث.
| هايتي                | 1 - 1   | جامايكا         |
| -------------------- | ------- | --------------- |
| جان فيليب بيغيرو 50' | التقرير | مارلون كينج 39' |

| جامايكا                  | 3 - 0   | هايتي |
| ------------------------ | ------- | ----- |
| مارلون كينج 4', 14', 31' | التقرير |       |

فاز منتخب جامايكا 4-1 في مجموع المباراتين وتأهل إلى الدور الثالث.
| بنما                                                                      | 4 - 0   | سانت لوسيا |
| ------------------------------------------------------------------------- | ------- | ---------- |
| خوليو ديلي فالديز 5' لويس تيخادا 18' ريكاردو فيليبس 39' روبيرتو براون 75' | التقرير |            |

| سانت لوسيا | 0 - 3   | بنما                                                     |
| ---------- | ------- | -------------------------------------------------------- |
|            | التقرير | لويس تيخادا 14' خوليو ديلي فالديز 88' ألبيرتو بلانكو 89' |

فاز منتخب بنما 7-0 في مجموع المباراتين وتأهل إلى الدور الثالث.
| كوبا                | 2 - 2   | كوستاريكا                             |
| ------------------- | ------- | ------------------------------------- |
| ليستر موري 24', 75' | التقرير | دوغلاس سيكويرا 12' ألفارو سابوريو 42' |

| كوستاريكا        | 1 - 1   | كوبا                |
| ---------------- | ------- | ------------------- |
| رونالد غوميز 31' | التقرير | ألان سيرفانتيس 46+' |

تعادل منتخب كوستاريكا 3-3 في مجموع المباراتين وتأهل بفضل الهدف الاعتباري إلى الدور الثالث.
| سورينام              | 1 - 1   | غواتيمالا          |
| -------------------- | ------- | ------------------ |
| دينيس بوربيرهارت 14' | التقرير | غييرمو راميريز 36' |

| غواتيمالا                               | 3 - 1   | سورينام          |
| --------------------------------------- | ------- | ---------------- |
| كارلوس رويز 21', 85' دوايت بيزاروسي 80' | التقرير | غينو براندون 82' |

فاز منتخب غواتيمالا 4-2 في مجموع المباراتين وتأهل إلى الدور الثالث.
| جزر الأنتيل الهولندية | 1 - 2   | هندوراس            |
| --------------------- | ------- | ------------------ |
| بروتيل هوزي 75'       | التقرير | ديفد سوازو 9', 68' |

| هندوراس                                                           | 4 - 0   | جزر الأنتيل الهولندية |
| ----------------------------------------------------------------- | ------- | --------------------- |
| أمادو غيفارا 7' ديفد سوازو 22' إدغار ألفاريز 50' كارلوس بافون 70' | التقرير |                       |

فاز منتخب هندوراس 6-1 في مجموع المباراتين وتأهل إلى الدور الثالث.
| كندا                                                                   | 4 - 0   | بليز |
| ---------------------------------------------------------------------- | ------- | ---- |
| بول بوسكيسوليدو 38' توماش رادزينسكي 54' كيفين مكينا 75' جيم برينان 83' | التقرير |      |

| بليز | 0 - 4   | كندا                                                         |
| ---- | ------- | ------------------------------------------------------------ |
|      | التقرير | توماش رادزينسكي 45' دواين دي روزاريو 63', 73' جيم برينان 85' |

فاز منتخب كندا 8-0 في مجموع المباراتين وتأهل إلى الدور الثالث.
| دومينيكا | 0 - 10  | المكسيك |
| -------- | ------- | --- |
|          | التقرير | أدولفو باوتيستا 9', 38' جاريد بورغيتي 11', 36' رافاييل ماركيز 16' دانييل أوسورنو 49' خايمي لوزانو 74', 87' دويليو دافينو 77' فرانسيسكو بالنسيا 92' |

| المكسيك | 8 - 0   | دومينيكا |
| --- | ------- | -------- |
| أدولفو باوتيستا 2', 36' خايمي لوزانو 17', 61' جاريد بورغيتي 33', 38' ديفيد أوتيو 59' هيكتور ألتاميرانو 76' | التقرير |          |

فاز منتخب المكسيك 18-0 في مجموع المباراتين وتأهل إلى الدور الثالث.
| باربادوس | 0 - 2   | سانت كيتس ونيفيس              |
| -------- | ------- | ----------------------------- |
|          | التقرير | كيث غومبز 78' أدام نيوتون 88' |

| سانت كيتس ونيفيس                     | 3 - 2   | باربادوس                             |
| ------------------------------------ | ------- | ------------------------------------ |
| داريل غوميز 16' كالوم ويلوك 22', 29' | التقرير | كينروي سكينر 33' غريغوري غودريدج 45' |

فاز منتخب سانت كيتس ونيفيس 5-2 في مجموع المباراتين وتأهل إلى الدور الثالث.
| جمهورية الدومينيكان | 0 - 2   | ترينيداد وتوباغو               |
| ------------------- | ------- | ------------------------------ |
|                     | التقرير | مارفن أندروز 62' ستيرن جون 90' |

| ترينيداد وتوباغو                                                  | 4 - 0   | جمهورية الدومينيكان |
| ----------------------------------------------------------------- | ------- | ------------------- |
| جيسون سكوتلاند 49' ستيرن جون 71' دينسيل ثيوبولد 73' سكوت سيلي 85' | التقرير |                     |

فاز منتخب ترينيداد وتوباغو 6-0 في مجموع المباراتين وتأهل إلى الدور الثالث.